# Grand Prix Jef Scherens 2012
La 46e édition du Grand Prix Jef Scherens a eu lieu le 2 septembre 2012. Elle a été remportée par le Belge Steven Caethoven.

## Classement final
Steven Caethoven remporte la course en parcourant les 183,3 km en 4 h 13 min 27 s, à la vitesse moyenne de 45,734 km/h ; 169 coureurs ont pris le départ.
| \| Classement général \| Classement général \| Classement général \| Classement général \| Classement général \| \| Coureur \| Coureur \| Pays \| Équipe \| Temps \| \| ------------------ \| ------------------ \| ------------------ \| ----------------------------- \| ------------------ \| \| 1er \| Steven Caethoven \| Belgique \| Accent Jobs-Willems Veranda's \| 4 h 13 min 27 s \| \| 2e \| Stijn Neirynck \| Belgique \| Topsport Vlaanderen-Mercator \| + 0 s \| \| 3e \| Frédéric Amorison \| Belgique \| Landbouwkrediet-Euphony \| + 0 s \| \| 4e \| Björn Leukemans \| Belgique \| Vacansoleil-DCM \| + 0 s \| \| 5e \| Huub Duyn \| Pays-Bas \| De Rijke-Shanks \| + 0 s \| \| 6e \| Dries Devenyns \| Belgique \| Omega Pharma-Quick Step \| + 0 s \| \| 7e \| Jelle Wallays \| Belgique \| Topsport Vlaanderen-Mercator \| + 3 s \| \| 8e \| Damien Gaudin \| France \| Team Europcar \| + 9 s \| \| 9e \| Matteo Trentin \| Italie \| Omega Pharma-Quick Step \| + 13 s \| \| 10e \| Jelle Vanendert \| Belgique \| Lotto-Belisol \| + 13 s \| |                   |          |                               |                 |
| |                   |          |                               |                 |
| Sources : ProCyclingStats Cycling Quotient Cycling Archives |                   |          |                               |                 |
| Classement général |                   |          |                               |                 |
| Coureur | Coureur           | Pays     | Équipe                        | Temps           |
| 1er | Steven Caethoven  | Belgique | Accent Jobs-Willems Veranda's | 4 h 13 min 27 s |
| 2e | Stijn Neirynck    | Belgique | Topsport Vlaanderen-Mercator  | + 0 s           |
| 3e | Frédéric Amorison | Belgique | Landbouwkrediet-Euphony       | + 0 s           |
| 4e | Björn Leukemans   | Belgique | Vacansoleil-DCM               | + 0 s           |
| 5e | Huub Duyn         | Pays-Bas | De Rijke-Shanks               | + 0 s           |
| 6e | Dries Devenyns    | Belgique | Omega Pharma-Quick Step       | + 0 s           |
| 7e | Jelle Wallays     | Belgique | Topsport Vlaanderen-Mercator  | + 3 s           |
| 8e | Damien Gaudin     | France   | Team Europcar                 | + 9 s           |
| 9e | Matteo Trentin    | Italie   | Omega Pharma-Quick Step       | + 13 s          |
| 10e | Jelle Vanendert   | Belgique | Lotto-Belisol                 | + 13 s          |